# Suisse au Concours Eurovision de la chanson 2000
La Suisse a participé au Concours Eurovision de la chanson 2000 à Stockholm en Suède. C'est la 43e participation de la Suisse au Concours Eurovision de la chanson.
Le pays est représenté par Jane Bogaert et la chanson La vita cos'è?, sélectionnés via une finale nationale organisée par le diffuseur SSR.

## Sélection
Le diffuseur SSR choisit l'artiste et la chanson pour représenter la Suisse au Concours Eurovision de la chanson 2000 au moyen d'une finale nationale nommé le Svizzero 2000.
L'émission de la sélection nationale, présentée par Matteo Pelli, a eu lieu le 29 janvier 2000 dans un casino, le Discoteca Prince, à Lugano en Suisse.
Six chansons ont participé à l'émission. La chanson se qualifiant pour l'Eurovision 2000 est choisie au moyen du vote du public par téléphone, par régions linguistiques et par jury de professionnels.

### Finale nationale
| Ordre | Artiste           | Chanson                   | Points | Place |
| ----- | ----------------- | ------------------------- | ------ | ----- |
| 1     | Lauranne          | Vous                      | 15     | 6     |
| 2     | Elisabeth White   | Thank you for the flowers | 25     | 3     |
| 3     | Charlotte Mahoney | Generation                | 23     | 4     |
| 4     | Autseid           | Glückstränä               | 16     | 5     |
| 5     | Nubya & Al Walser | Just for you              | 30     | 2     |
| 6     | Jane Bogaert      | La vita cos'è?            | 35     | 1     |

## Carte postale
L'édition 2000, la carte postale débutaient par une vue des coulisses de la scène. L’on voyait le représentant allemand, Stefan Raab qui sortent saluer la représentante, Jane Bogaert qui entre sur scène. S’ensuivait une vidéo mettant en avant la présence du pays dans la vie quotidienne depuis le Eriksdalsbadel Swimming Arena, à Stockholm en Suède tel qu'un objet, dont un compteur de scores, montrant la beauté de la Suisse. À la fin, le mot "Timing from Switzerland", un mot qui met en valeur la Suisse.